# Königreich Irland
Königreich Irland (englisch: Kingdom of Ireland, irisch Ríoghacht Éireann) war seit 1541 der Name des von England und später von Großbritannien beherrschten irischen Staates.

## Geschichte
Vorläufer des Königreichs Irland war die seit 1171 bestehende Lordschaft Irland, die sich allerdings im Laufe des 14. und 15. Jahrhunderts auf immer schmaler werdende Küstenstreifen rund um Dublin (Pale (Irland)), Wexford und Enklaven in Nordirland beschränkte. Im Jahr 1541 wurde der Titel durch den Act of the Irish Parliament in König von Irland (King of Ireland), und der Name des Staates in Königreich Irland (Kingdom of Ireland) geändert. Dies geschah auf Drängen von Heinrich VIII., da ihm der Titel ursprünglich vom Papst gewährt worden war und Heinrich VIII. von der katholischen Kirche exkommuniziert worden war. Der englische König wurde somit formal auch König von Irland und regierte in Personalunion. In den folgenden Jahrzehnten konnte England seine Kontrolle über Irland ausweiten, bis sich Irland gänzlich unter englischer Kontrolle befand. Daraufhin verließen zahlreiche Angehörige des irischen Adels im Jahre 1607 ihr Heimatland, wobei man von der „Flight of the Earls“ (Grafenflucht) sprach, praktisch das Ende des gälischen Irlands und der irischen Clans.
Gälische Iren, Alt-Engländer und royalistische englische Siedler gründeten 1642 die Confederation of Kilkenny, welche die Gründung eines katholischen, königstreuen Irlands erstrebte. Oliver Cromwells Truppen beendeten bis 1652 den irischen Aufstand. Weitere Aufstände folgten, die alle niedergeschlagen wurden und die rechtliche Situation der überwiegend katholischen Iren weiter verschlechterten. Im Jahre 1798 kam es erneut zu großen Aufständen in Irland und es bildeten sich Organisationen wie die Society of United Irishmen, geführt von Lord Edward Fitzgerald und von Wolfe Tone. Der Aufstand wurde bald darauf niedergeschlagen.
Nachdem das irische Parlament dem Act of Union 1800 zugestimmt hatte, erfolgte 1801 die Vereinigung des Königreiches Irland mit dem Königreich Großbritannien; daraus entstand das Vereinigte Königreich Großbritannien und Irland. Das irische Parlament hatte aufgehört zu existieren, doch die vom Lord Lieutenant angeführte Exekutive blieb bis 1922 bestehen.
In diesem Jahr traten die 26 südlichen Grafschaften aus dem Vereinigten Königreich aus und gründeten den Irischen Freistaat. Dieser blieb zwar Teil des britischen Weltreiches, war aber nun – wie u. a. Neuseeland oder die Südafrikanische Union auch – dem Vereinigten Königreich rechtlich gleichgestellt. Ab 1927 trug der Monarch auf südirischem Boden auch den eigenständigen Titel des Königs von Irland.

## Verwaltung
Das Königreich wurde durch eine Exekutivbehörde regiert, die unter der Kontrolle eines Lord Deputy, später eines Lord Lieutenant, stand. Obwohl auch einige Iren dieses hohe Amt bekleideten, waren die meisten Lord Deputies englische Adlige. Es bestand ein Zweikammern-Parlament, bestehend aus dem House of Commons (Unterhaus) und dem House of Lords (Oberhaus); beide Kammern tagten fast immer in Dublin. Die Befugnisse des irischen Parlaments waren durch eine Reihe von Gesetzen eingeschränkt, namentlich dem Poynings’ Law aus dem Jahr 1492. Katholiken, die den Großteil der Bevölkerung stellten, waren fast immer von der Vertretung im Parlament ausgeschlossen. Die meisten Beschränkungen wurden allerdings 1782 aufgehoben.